# Herreboudt
Herreboudt was een familie in Brugge die veel leden telde in het bakkersambacht, waarvan een tak krantenuitgever werd, en in een andere tak een afstammeling advocaat en gemeenteraadslid werd.

## Afstamming

### Karel Herreboudt
- Karel Herreboudt (1706-1779), getrouwd met Anna Michels, werd deken van het bakkersambacht.
  - Jan-Frans Herreboudt (1736-1794), getrouwd met Petronilla Coddron, was bakker in de Ezelstraat.
    - Louis Herreboudt (1769-1815) volgde zijn vader op als bakker in de Ezelstraat. Hij trouwde in 1799 met Cecile Van Vyve (1776-1807) met wie hij drie kinderen kreeg. Hij hertrouwde in 1809 met Thérèse Van den Driessche (1785-1825) met wie hij opnieuw drie kinderen kreeg.
      - Louis-Bernard Herreboudt (1803-1874) (Brugge, 22 december 1803 – 7 februari 1874) was krantenuitgever. Hij trouwde in 1837 met Prudence Joos (1809- ).
        - Louis-Jean Herreboudt (1847-1926) (Brugge, 11 september 1847 – 12 februari 1926) trouwde in 1879 met Alida Claeys (1857-1917).
          - Maurice Herreboudt (1880-1957) (Brugge, 30 maart 1880 – 28 mei 1957), uitgever, trouwde met Berthe Troch ( -1961).
            - Pierre Herreboudt (Brugge, 12 november 1905 – 1968) trouwde met Simonne Van Loocke (1908- ).
              - Claudie Herreboudt (°1938), trouwde met Patrick Op de Beeck (1933-2017).

            - Raymond Herreboudt (Brugge, 24 april 1911 – 1984), trouwde in 1942 met Fernande Bonquet.
              - Jean Herreboudt (Brugge, 27 januari 1953).

### Jacques-Ignace Herreboudt
- Jacques-Ignace Herreboudt (1741-1796), bakker, trouwde met Marie-Catherine Coderé.
  - Jan-Robert Herreboudt (1787-1869) werd zoutzieder. Hij trouwde met Anna van Wymelbeke.
    - Adolphe Herreboudt (1813-1885), zoutzieder, trouwde met Adèle Englebert. Ze kregen twaalf kinderen van wie er zes priester of kloosterlinge werden.
      - Joseph Herreboudt (Brugge, 13 november 1841 - ca. 1923), advocaat en gemeenteraadslid.

## Louis-Bernard Herreboudt (1803-1874)
Louis-Bernard en zijn twee zussen werden als jonge wezen in bescherming genomen door hun ongehuwde oom en tantes Van Vyve, comfortabel gehuisvest in hun eigendom De Keyzer in de Sint-Trudostraat, waar de kinderen Herreboudt gingen inwonen en die ze later erfden. De oom was Thomas van Vyve (1755-1832), lid van het belangrijke beenhouwersambacht. Hij speelde tijdens de Brabantse Revolutie een prominente rol als vaandeldrager van de traditionalistische notabelen. Tijdens de Brabantse Omwenteling en opnieuw tijdens de eerste Oostenrijkse restauratie was hij eerste schepen van Brugge.
Louis genoot van een behoorlijke opvoeding. Hij volbracht zijn middelbare studies aan het koninklijk atheneum in Brugge, waar hij onder meer les kreeg van priester Benoît Beeckman. In 1830 was hij sergeant-majoor in het Brugse legertje van opstandelingen. Hij trouwde in Brugge op 23 augustus 1837 met de dochter van pasteibakker Jacques Joos en Isabelle Draecke, Prudence Catherine Joos (° Brugge, 3 april 1809), zus van Anne-Marie Joos, die in 1833 getrouwd was met Pieter Deny, die een korte tijd redacteur was van De Hoop van Brugge. Het echtpaar Herreboudt-Joos kreeg elf kinderen, van wie er vijf vroegtijdig stierven.
Het is niet duidelijk welk beroep hij tussen 1820 en 1845 uitoefende. In officiële akten vindt men de vermeldingen 'dagloner', 'fabrikant', 'particulier' en 'schrijver'. In 1845 was hij bij machte de Gazette van Brugge van de laatste eigenaar Bogaert te kopen en zijn activiteiten waren van toen af duidelijk: drukker en krantenuitgever. Hij begon als onpartijdige maar toch eerder liberaal gezinde journalist om vanaf 1850 te evolueren tot trouwe aanhanger van de katholieke partij, die hij tot aan zijn dood bleef ondersteunen.

## Louis-Jean Herreboudt (1847-1926)
Louis-Jean volgde zijn vader op aan het hoofd van de Gazette van Brugge. Hij bleef in dezelfde lijn publiceren, in volle eensgezindheid met de katholieke partij.
Om redenen die niet bekend zijn verkocht hij in 1898 zijn krant aan senator Léon van Ockerhout en ze werd voortaan de officiële spreekbuis van de katholieke partij. Naar buiten uit trad Gustave Stock voortaan als eigenaar en hoofdredacteur op.
Tijdens de Eerste Wereldoorlog vluchtte Herreboudt naar Engeland, waar zijn vrouw in 1917 overleed.

## Maurice Herreboudt (1880-1957)
Maurice Herreboudt zou normaal de opvolging genomen hebben. Toen echter zijn vader de krant verkocht, was hij twintig en kwam er van opvolging niets in huis. Hij was het duidelijk niet eens met zijn vader en zes jaar later stak hij van wal met zijn eigen krant, het Brugsch Handelsblad. In tegenstelling tot de Gazette nam hij zich voor een neutrale koers te varen, en kondigde zich in het eerste nummer aan als Onafhankelijk en onpartijdig orgaan van groot- en kleinhandel en tevens als ondersteuner van Brugge-Zeehaven en van Brugge als historische stad.
Tijdens de Eerste Wereldoorlog schortte hij de publicatie van zijn krant op en vluchtte hij, zoals zijn ouders, naar Engeland, maar in 1940 liet hij zich verleiden door de Duitsers om ze onder de bezetting verder uit te geven. Na een jaar werd hij ertoe gedwongen de leiding over te laten aan een actieve collaborateur. Na de Bevrijding werd hem dit verder uitgeven verweten en werd hij in het kamp van Sint-Kruis opgesloten, samen met zijn twee zoons. In 1948 werden ze vrijgesproken en kon de krant opnieuw verschijnen.
Herreboudt volgde lessen aan de Brugse Kunstacademie en werd, naast het drukkersberoep, ook kunstschilder. Zijn stadsgezichten en landschappen doen hem behoren tot wat als de Brugse School wordt omschreven.

## Pierre Herreboudt (Brugge, 12 november 1905 - 22 september 1968) en Raymond Herreboudt (1911-1984)
Zoals zijn vader was Pierre Herreboudt kunstschilder, na studies aan de Brugse Kunstacademie, waar hij de lessen volgde bij Emile Rommelaere en in 1923 een Eerste prijs voor tekenen behaalde. Hij schilderde de portretten van zijn ouders, interieurs van godshuizen, onder meer van het godshuis De Pelikaan, landschappen, stillevens en Brugse stadsgezichten. In 1963 schilderde hij zijn laatste stadsgezicht, 'de Nepomucenusbrug', waar hij als zieke man vanuit zijn woonkamer uitzicht op had.
Evenals hun vader speelden Pierre en Raymond voetbal bij Cercle Brugge, de ploeg ontstaan onder de oud-leerlingen van de Broeders Xaverianen. Pierre was ook een actief roeier bij de Sport Nautique in Brugge. Hij behoorde tot de 8-ploeg die in 1924 het Belgisch kampioenschap roeien behaalde.
De krant die ze na hun vader leidden kende een goede vooruitgang. Niet alleen was de neutraliteit een goed verkoopargument, maar technisch behoorde de krant tot de betere publicaties. De oplage steeg en de concurrenten gingen achteruit of verdwenen.

## Jean Herreboudt (1953)
Tegen het einde van de jaren 80 was het niet meer zo vanzelfsprekend om een lokale krant uit te geven en de ene na de andere werden de gewestelijke West-Vlaamse kranten overgenomen door de Roeselaarse uitgever Roularta. Brugsch Handelsblad werd in 1990 onderdeel van de Krant van West-Vlaanderen.
Jean Herreboudt bleef in dienst van Roularta als verantwoordelijk uitgever van het Brugsch Handelsblad. In 2018 bereikte hij de pensioenleeftijd en hiermee werd de laatste band met de familie Herreboudt doorgeknipt.

## Joseph Herreboudt
Joseph Herreboudt (Brugge, 13 november 1841 - ca. 1923) werd advocaat en gemeenteraadslid en later promotor van de emigratie naar Canada.